# Карпці
Карпці́ —  село в Україні, у Синівській сільській громаді Роменського району Сумської області. На сьогодні населення становить 25 осіб. Колишній орган місцевого самоврядування — Саївська сільська рада.
Після ліквідації Липоводолинського району 19 липня 2020 року село увійшло до Роменського району.

## Географія
Село Карпці розташоване на відстані 1 км від сіл Гришки та Мар'янівка, за 1.5 км - село Саї.
По селу тече струмок, що пересихає з двома загатами і трьома болотяними напівзагатами.

## Герб
Назва "Карпці" йде від слова Карпець, в основі якого є риба, що іменується - карп (укр. - короп). Тому, основою Герба є риби - Карпи. Карпи винирають із води, що символізує знамениті ставки, та тягнуться до сонця. Сонце знаменує щастя. Таким чином, "засновники-риби" прагнуть щастя.
Знизу зліва та справа від коропців розміщено по три дубових листочки. Як свідчать старожили, в тих лісах було дуже багато дубів, тому це є позначення красивих краєвидів. Один листочок позначає перший хутір села Карпці, другий - хутір Клюси, а третій - хутір Валюхи. Обрамляють герб колоски, які пов'язані почесною червоною стрічкою. Колоски - це хліб, життя, це те, чим займалися предки.

## Прапор
На білому фоні по центру — Герб с. Карпці, три різнокольорові діагональні смуги, які символізують хутори населеного пункту:
-жовта (символ Клюсів);
-голуба (символ Карпців);
-зелена (символ Валюхів).
Вперше цей прапор було піднято на відкритті першого турніру з міні-футболу "Кубок Карпців" 11 травня та на зібранні селян - конгресі - 12.05.2013 року.

## Історія
- Село постраждало внаслідок геноциду українського народу, проведеного урядом СРСР 1923-1933 та 1946-1947 роках.
- Список жертв у Німецько-радянській війні (1941-1945) села Карпці Саївської сільради

| № з/п | Прізвище, ім'я та по батькові |
| ----- | ----------------------------- |
| 1     | Карпець Федір Олексійович     |
| 2     | Карпець Яків Олексійович      |
| 3     | Карпець Микола Олексійович    |
| 4     | Карпець Федот Іванович        |
| 5     | Карпець Карпо Іванович        |
| 6     | Клюс Петро Климович           |
| 7     | Клюс Іван Овсійович           |
| 8     | Клюс Андрій Григорович        |
| 9     | Клюс Павло Захарович          |
| 10    | Клюс Мотря Захарівна          |
| 11    | Євтушенко Порфило Іванович    |
| 12    | Клюс Іван Григорович          |
| 13    | Клюс Федот Васильович         |
| 14    | Клюс Михайло Іванович         |
| 15    | Клюс Панас Іванович           |
| 16    | Тарасенко Іван Наумович       |
| 17    | Клюс Іван Микитович           |
| 18    | Іваненко Архип Індрійович     |
| 19    | Іваненко Павло Андрійович     |
| 20    | Валюх Сергій Мусійович        |
| 21    | Валюх Григорій Григорович     |
| 22    | Шульга Федір Юхимович         |
| 23    | Валюх Костянтин Прокопович    |
| 24    | Валюх Михайло Констянтинович  |
| 25    | Валюх Михайло Григорович      |
| 26    | Валюх Мифодій Микитович       |
| 27    | Валюх Макар Данилович         |
| 28    | Валюх Іван Данилович          |
| 29    | Валюх Олексій Григорович      |
| 30    | Пономаренко Яків Антонович    |
| 31    | Карпець Петро Микитович       |
| 32    | Карпець Іван Микитович        |
| 33    | Марченко Мифодій Пилипович    |
| 34    | Ткаченко Михайло Якович       |
| 35    | Глушак Сергій Іванович        |
| 36    | Ковтун Савка Олексійович      |
| 37    | Плут Іван Хомич               |
| 38    | Валюх Дмитро Миколайович      |
| 39    | Карпець Петро Якович          |
| 40    | Карпець Василь Савович        |
| 41    | Карпець Іван Савович          |

| № з/п | Прізвище, ім'я та по батькові |
| ----- | ----------------------------- |
| 1     | Валюх Володимир Якимович      |
| 2     | Плют Михайло Іванович         |
| 3     | Ващенко Антоніна Полікарпівна |
| 4     | Валюх Одарка Григорівна       |